# Hydraschema mirim
Hydraschema mirim là một loài bọ cánh cứng trong họ Cerambycidae.